# Finale della FIFA Confederations Cup 2009
La finale della FIFA Confederations Cup 2009 si è disputata il 28 giugno 2009 all'Ellis Park Stadium di Johannesburg tra le Nazionali di Brasile e Stati Uniti.

## Il cammino verso la finale
I verdeoro e gli americani si erano già sfidati durante la fase a gironi, quando nella seconda giornata del girone B, la formazione di Dunga si era imposta per 3-0. Il Brasile vinse il raggruppamento, mentre gli "All Stars" accedettero alle semifinali per aver segnato più gol dell'Italia (4 a 3).
Nelle semifinali, i detentori della coppa ebbero ragione - di misura - sull'ospitante Sudafrica; gli americani piegarono per 2-0 i campioni d'Europa della Spagna così che la finale fosse un "replay".

## L'incontro
Gli americani passarono - a sorpresa - in vantaggio con Dempsey, che al 10' sfruttò un assist di Spector per battere Júlio César. Il raddoppio, altrettanto inatteso, giunse al 27' con Donovan che finalizzò un contropiede. I verdeoro uscirono dagli spogliatoi con ben altro spirito, accorciando le distanze già al 46' con Luís Fabiano il cui sinistro dal limite dell'area si infilò in rete. Al 74' fu ancora il centravanti a pareggiare, ribadendo in rete dopo una traversa colpita da Robinho; il 2-3 finale venne realizzato dal capitano Lúcio, a segno di testa sugli sviluppi di un corner.
La Seleção colse in tal modo la terza affermazione nel torneo, la seconda consecutiva.

## Tabellino
| Arbitro: | Martin Hansson |

|                         |           |                                 |
| Dempsey 10’ Donovan 27’ | Marcatori | 46’, 74’ Luís Fabiano 84’ Lúcio |

| Stati Uniti | Brasile |

| Stati Uniti:  |    |                      |  |     |
|               |    |                      |  |     |
| P             | 1  | Tim Howard           |  |     |
| DD            | 21 | Jonathan Spector     |  |     |
| DC            | 5  | Oguchi Onyewu        |  |     |
| DC            | 15 | Jay DeMerit          |  |     |
| DS            | 3  | Carlos Bocanegra (c) |  | 19’ |
| CC            | 13 | Ricardo Clark        |  | 88’ |
| CC            | 22 | Benny Feilhaber      |  | 75’ |
| CD            | 8  | Clint Dempsey        |  |     |
| CS            | 10 | Landon Donovan       |  |     |
| CO            | 17 | Jozy Altidore        |  | 75’ |
| AC            | 9  | Charlie Davies       |  |     |
| Sostituzioni: |    |                      |  |     |
| CC            | 16 | Sacha Kljestan       |  | 75’ |
| DC            | 2  | Jonathan Bornstein   |  | 75’ |
| AC            | 4  | Conor Casey          |  | 88’ |
| Allenatore:   |    |                      |  |     |
| Bob Bradley   |    |                      |  |     |

| Brasile:      |    |                |     |     |
|               |    |                |     |     |
| P             | 1  | Júlio César    |     |     |
| DD            | 2  | Maicon         |     |     |
| DC            | 3  | Lúcio (c)      | 69’ |     |
| DC            | 14 | Luisão         |     |     |
| DS            | 16 | André Santos   | 36’ | 66’ |
| CC            | 8  | Gilberto Silva |     |     |
| CC            | 5  | Felipe Melo    | 25’ |     |
| CD            | 18 | Ramires        |     | 67’ |
| CO            | 10 | Kaká           |     |     |
| CO            | 11 | Robinho        |     |     |
| AC            | 9  | Luís Fabiano   |     |     |
| Sostituzioni: |    |                |     |     |
| DD            | 13 | Daniel Alves   |     | 66’ |
| CC            | 7  | Elano          |     | 67’ |
| Allenatore:   |    |                |     |     |
| Dunga         |    |                |     |     |

| Uomo partita: Kaká Assistenti: Henrik Andrén Fredrik Nilsson Quarto uomo: Benito Archundia Quinto uomo: Héctor Vergara |